# 熱影響部
熱影響部（ねつえいきょうぶ、英語: Heat-Affected Zone）は、溶融していないが、溶接または熱切断操作によってその微細構造および特性が変化した母材（金属、熱可塑性材料など）の領域である。HAZと表されることが多い。
溶接プロセスおよびその後の再冷却からの熱は、この変化を母材において溶接界面から増感温度の終了まで生じさせる。特性の変化の程度と大きさは、主に母材、溶接溶加材、溶接プロセスにより入力される熱の量と集中度に依存する。
基材の熱拡散率はHAZに大きな影響を与える。熱拡散率が高いと材料の冷却速度が速く、HAZは比較的小さくなる。一方、熱拡散率が低いと冷却が遅くなり、HAZが大きくなる。溶接プロセス中の熱入力量も重要な役割を果たす。酸素燃料溶接のようなプロセスは、高熱が入力されるため、HAZのサイズを大きくする。一方、レーザービーム溶接や電子ビーム溶接のようなプロセスは、高度に集中し限定された量の熱を与えるだけなので、HAZは小さくなる。アーク溶接は、これらの2つの間にあり、個々のプロセスは熱入力において多少変化する。